# Stolephorus
Stolephorus is een geslacht der straalvinnige vissen in de familie van Ansjovissen (Engraulidae), uit de orde van haringachtigen (Clupeiformes).

## Enkele soorten
- Stolephorus advenus Wongratana, 1987
- Stolephorus andhraensis Babu Rao, 1966
- Stolephorus apiensis Jordan & Seale, 1906
- Stolephorus baganensis Hardenberg, 1933
- Stolephorus brachycephalus Wongratana, 1983
- Stolephorus carpentariae De Vis, 1882
- Stolephorus chinensis Günther, 1880
- Stolephorus commersonnii Lacepède, 1803
- Stolephorus dubiosus Wongratana, 1983
- Stolephorus holodon Boulenger, 1900
- Stolephorus indicus van Hasselt, 1823
- Stolephorus insularis Hardenberg, 1933
- Stolephorus multibranchus Wongratana, 1987
- Stolephorus nelsoni Wongratana, 1987
- Stolephorus pacificus Baldwin, 1984
- Stolephorus ronquilloi Wongratana, 1983
- Stolephorus shantungensis Li, 1978
- Stolephorus teguhi Kimura, Hori & Shibukawa, 2009
- Stolephorus tri Bleeker, 1852
- Stolephorus waitei Jordan & Seale, 1926